# Burgenlandkroatische Sprache

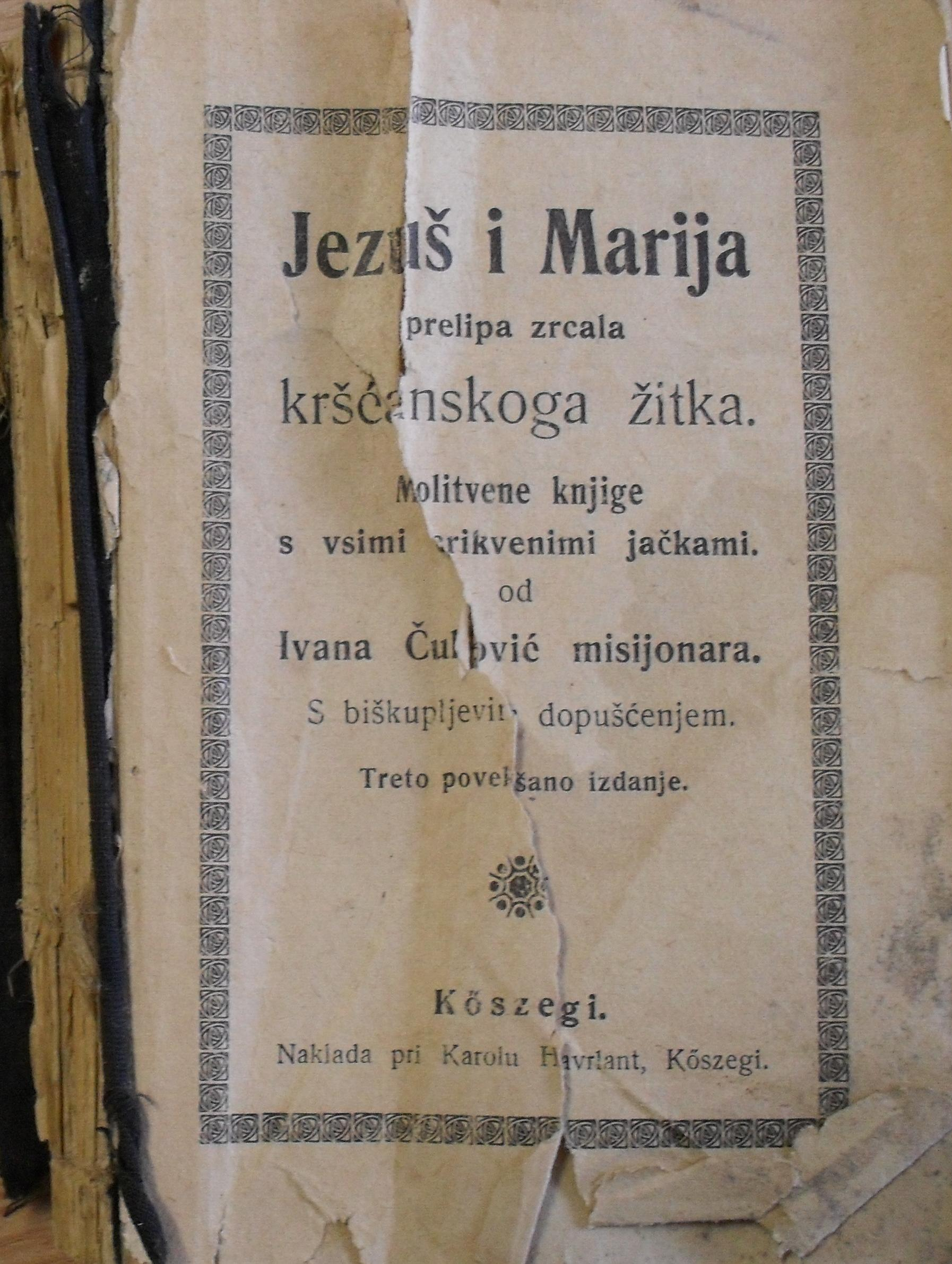
Ivan Čuković: Jezuš i Marija (Jesus und Maria), Burgenlandkroatisches Gebetbuch von 1916

Die burgenlandkroatische Sprache (gradišćansko-hrvatski jezik, gradišćanski jezik, ungarisch burgenlandi horvát nyelv, őrvidéki horvát nyelv, fehérhorvát nyelv, gradistyei nyelv; früher auch abwertend „Wasserkroatisch“) ist eine zu den südslawischen Sprachen gehörende Sprache, die im österreichischen Burgenland (kroatisch Gradišće) als Minderheitssprache der Burgenlandkroaten anerkannt ist. Im Burgenland wird sie nach amtlichen Angaben von 19.412 Personen gesprochen (Stand: 2001). Außerdem gibt es größere Sprechergruppen z. B. in Wien und Graz.
Die kleineren kroatischen Minderheiten in Westungarn, der südwestlichen Slowakei und dem südlichen Tschechien werden oft ebenfalls als Burgenlandkroaten bezeichnet. Sie verwenden entweder die burgenland- oder die standardkroatische Schriftsprache und sind historisch und kulturell eng mit den Kroaten in Österreich verbunden. Die Gesamtzahl der Sprecher in allen vier Ländern sowie in der Migration wird von Vertretern der Burgenlandkroaten auf rund 55.000 Personen geschätzt.

## Geschichte
Das Burgenlandkroatische kam durch kroatische Flüchtlinge, die während der Türkenkriege aus Kroatien (insbesondere aus der Militärgrenze) flohen und im Westen des damaligen Ungarns angesiedelt wurden, in sein heutiges Verbreitungsgebiet. Unter den burgenländischen Kroaten gibt es Sprecher aller drei kroatischen Dialektgruppen (Čakavisch, Kajkavisch, Štokavisch). Die Sprecher des Čakavischen, die ursprünglich aus dem norddalmatinischen Küstengebiet Kroatiens bzw. aus der Zagora stammen, bilden jedoch die Mehrheit.
Im 18. Jahrhundert schufen die franziskanischen Mönche Lorenz Bogovich, Jeremias Sosterich, Gottfried Palkovich und Simon Knéfacz die burgenlandkroatische Schriftsprache.
An der Herausbildung einer einheitlichen kroatischen Standardsprache auf der Grundlage des Štokavischen im 19. Jahrhundert waren die burgenländischen Kroaten nicht beteiligt. Der Schriftsteller József Ficzkó wies die serbokroatische Sprache zurück. Hier bildete sich vielmehr eine eigene schriftsprachliche Norm heraus, die vorwiegend auf den örtlichen čakavischen Dialekten basiert. Lediglich das moderne kroatische Alphabet wurde auch von den burgenländischen Kroaten übernommen.

## Schriftsprache
Die burgenlandkroatische Schriftsprache basiert vorwiegend auf den örtlichen čakavischen Dialekten, enthält jedoch auch Einflüsse der anderen im Burgenland gesprochenen kroatischen Dialekte. Sie verwendet das lateinische Alphabet mit denselben Sonderzeichen wie das Kroatische (mit Ausnahme des im Kroatischen vorhandenen đ). Im Zuge des Ausbaus der Schriftsprache hat sich teilweise eine eigene Fachterminologie entwickelt, die sich von der in Kroatien üblichen unterscheidet.
Im Nordburgenland sowie im Mittelburgenland, genau so wie in den angrenzenden kroatisch besiedelten Gebieten Ungarns wird vorwiegend Čakavisch gesprochen. Lediglich in den am ungarischen Ufer des Neusiedler Sees gelegenen Orten Hidegség und Fertőhomok ist das Kajkavische (kajkavski) verbreitet. Im Süden des Burgenlandes sprechen die Burgenländer Kroaten vorwiegend Štokavisch.
Durch die jahrhundertelange Isolation vom Mutterland wurden für zahllose „moderne“ Errungenschaften oft keine slawischen, sondern ungarische und deutsche Wörter in den Dialekt entlehnt und durch kroatische Betonung integriert. Beispiele dafür sind mèdrešar für Mähdrescher, kùnsdingar für Kunstdünger oder kiritof für Kirtag, im burgenländisch-deutschen Dialekt Kiritåg.

## Alphabet und Aussprache
Das Burgenlandkroatische verfügt in der aktuell gültigen Orthographie über folgende 30 Buchstaben:
| Großbuchstaben | Großbuchstaben | Großbuchstaben | Großbuchstaben | Großbuchstaben | Großbuchstaben | Großbuchstaben | Großbuchstaben |    | Kleinbuchstaben | Kleinbuchstaben | Kleinbuchstaben | Kleinbuchstaben | Kleinbuchstaben | Kleinbuchstaben | Kleinbuchstaben | Kleinbuchstaben |
| -------------- | -------------- | -------------- | -------------- | -------------- | -------------- | -------------- | -------------- | -- | --------------- | --------------- | --------------- | --------------- | --------------- | --------------- | --------------- | --------------- |
| A              | B              | C              | Č              | Ć              | D              | Dž             | Dj             | a  | b               | c               | č               | ć               | d               | dž              | dj              |                 |
| E              | F              | G              | H              | I              | J              | K              | L              | e  | f               | g               | h               | i               | j               | k               | l               |                 |
| Lj             | M              | N              | Nj             | O              | P              | R              | S              | lj | m               | n               | nj              | o               | p               | r               | s               |                 |
| Š              | T              | U              | V              | Z              | Ž              |                |                | š  | t               | u               | v               | z               | ž               |                 |                 |                 |

Die meisten Buchstaben werden gleich wie im Deutschen und Kroatischen ausgesprochen; folgende Abweichungen existieren:
- c [t͡s]: wie deutsch "z" wie in "zaubern" oder "Zelt"; Beispiele: cesta (Straße), cimet (Zimt), Cindrof (Siegendorf)
- č [t͡ʃ]: wie deutsch "tsch" wie in "Tschechien"; Beispiele: čer (gestern), čudakrat (oft), čuvar (Wächter)
- ć [t͡ɕ]: besitzt im Deutschen kein Äquivalent, wird weicher als č gesprochen, etwa "tj", allerdings im Südburgenland sehr ähnlich dem č; Beispiele: ćemo (wir werden), ćutilo (Gefühl)
- dž [d͡ʒ]: wie englisch "j" in "joke"; Beispiele: narudžba (Bestellung), svidodžba (Zeugnis), udžbenik (Lehrbuch)
- dj [d͡ʑ]: besitzt im Deutschen kein Äquivalent, wird weicher als dž gesprochen, etwa wie "gy" in "Magyaren", allerdings im Südburgenland sehr ähnlich dem dž; Beispiele: djundje (Perlenkette), rodjak (Verwandter), sadje (Obst)
- h [x]: wie deutsch "ch", wird in vielen Dialekten bei manchen Wörtern nicht gesprochen; Beispiele: hlad (Schatten), hrana (Nahrung, Ernährung), Hrvat, Hrvatica (Kroate, Kroatin)
- lj [ʎ]: wie deutsch "ll" in "Wolle", wird in einigen Dialekten als "lj" gesprochen wie italienisch "gl" in "aglio"; Beispiele: bolje (besser), ljubav (Liebe), Željezno (Eisenstadt)
- nj [ɲ]: wie französisch "gn" in "cognac" oder italienisch "gn" in "signora"; Beispiele: njegov (Pronomen sein), nježan (zärtlich), njoj (ihr)
- r [r]: gerolltes Zungenspitzen-r; Beispiele: raca (Ente), radio (Radio), roža, rožica (Rose, Röslein bzw. in Volksliteratur Kosename für die Geliebte)
- s [s]: wie "ss"/"ß" im Deutschen (stimmlos); Beispiele: salata (Salat), sin (Sohn), svojčas (seinerzeit)
- š [ʃ]: wie deutsch "sch"; Beispiele: šansa (Chance), širok (breit), šlager (Schlager)
- v [v]: wie deutsch "w" in "Wien"; Beispiele: hvala (danke), večer (Abend), volja (Wille)
- z [z]: wie bundesdeutsch "s" (stimmhaft); Beispiele: zač (warum), znak (Zeichen), zora (Morgenrot)
- ž [ʒ]: wie französisch "j" in "journal"; Beispiele: žalost (Trauer), želja (Wunsch), žito (Getreide)

"e" und "o"können in einigen Dialekten als "ie" und "uo" ausgesprochen werden (besonders bei einsilbigen Wörtern).
Der Laut "r" kann silbenbildend sein, beispielsweise bei krt (Maulwurf), smrt (Tod) und vrt (Garten); in der Umgangssprache kann ein Bindevokal (e oder o) eingeschoben werden.
Die deutschen Buchstaben "q", "w", "x", "y" und "ß" existieren im Burgenlandkroatischen nicht; sie werden mit "kv", "v", "ks", "i" und "s" wiedergegeben, und aus anderen Sprachen übernommene Wörter werden in der Regel nach den burgenlandkroatischen Schreibregeln gesetzt, zum Beispiel: dijet (Diät), kompjutor (Computer), kvalitet (Qualität), žurnalist (Journalist).
Wie auch im Standardkroatischen und Französischen werden innerhalb eines Satzes lediglich Eigennamen mit großem Anfangsbuchstaben versehen.
Viele burgenlandkroatische Familiennamen werden nach ungarischer oder deutscher Orthographie geschrieben: Bencsics (statt: Benčić), Mihalits oder Michalitsch (statt: Mihalić), Resetarits (statt: Rešetarić), Zsivkovics (statt: Živković).